# Wassili Polikarpowitsch Titow
Wassili Polikarpowitsch Titow (russisch Василий Поликарпович Титов, wiss. Transliteration Vasilij Polikarpovič Titov; * um 1650; † 1710 in Moskau) war ein russischer Komponist.
Titow wirkte als Sänger und Kapellmeister am Moskauer Zarenhof. Er war der erste bedeutende russische Verfasser mehrstimmiger geistlicher Chorwerke. Neben Sololiedern komponierte er geistliche Konzerte und Psalmen und vertonte den Reimpsalter und den Kirchenkalender des Dichters und Theologen Simeon Polozki.